# Servicio Social de la Industria del Estado de Rio de Janeiro
El Servicio Social de la Industria del Estado de Rio de Janeiro comprende el trabajo del SESI en el estado de Río de Janeiro. La institución se enfoca de mejorar el clima laboral, la calidad de vida y el nivel educativo de los colaboradores de las empresas de Río de Janeiro. A través de programas y unidades móviles, lleva a cabo acciones relacionadas con la salud, la educación, el deporte, el ocio, la cultura, la salud ocupacional, la seguridad laboral y la protección del medio ambiente. Estas actividades están dirigidas tanto a los trabajadores y las empresas, como a la sociedad en general. La historia del SENAI Rio es paralela al desarrollo industrial brasileño y su denominación acompaña los cambios de Río de Janeiro, como cuando se convirtió en capital y pasó a llamarse estado de la Guanabara.

## Campos de acción
Los programas y unidades de SESI Rio están destinados a los trabajadores de la industria, sus familias y la población de Río de Janeiro en su conjunto. En las empresas, la institución centra su atención en la gestión socialmente responsable que busca la ventaja competitiva y el desarrollo sostenible de los brasileños, además de la calidad de vida de los trabajadores. De manera general, SESI Rio trabaja en cuatro grandes campos:

### Educación
- Diploma de Educación General / Equivalencia (G.E.D.);[3][4]
- Preescolar;
- Promoción familiar (para mejorar la vida social del trabajador y los ingresos familiares a través de cursos);
- Escuela SESI Rio

### Salud
- Asistencia médica;
- Salud ocupacional;
- Odontología[5]

### Deportes/ocio
- Actividades deportivas, artísticas y sociales;[2]
- Participación de los empleados en campeonatos, como es el caso de Jogos SESI do Trabalhador (Juego SESI del Trabajador);[6] con concursos en escenarios regionales, estatales y nacionales;[7]
- Apoyo a las actividades deportivas en general (como la participación de la población en el circuito de natación y el entrenamiento de los deportistas para los Juegos Olímpicos).[8][9]

### Cultura
El programa SESI Cultural Rio fomenta la industria creativa en Brasil, ofreciendo atracciones que van desde espectáculos musicales hasta premios artísticos.

## Programas
Por su función social, el SESI Río se enfoca en dos pilares específicos en el estado: educación y salud.
Algunos de los programas de la entidad son:
- SESI Matemáticas: dedicado a estudiantes y profesores de secundaria, este programa tiene como objetivo mejorar la enseñanza y el aprendizaje de las matemáticas en Brasil de una manera interactiva y lúdica;[15]
- Ciudadanía SESI: lleva la educación, la cultura, la salud, el deporte, el esparcimiento y la educación alimentaria a los habitantes de las comunidades pacificadas de Río de Janeiro;[16]
- Acción Global: junto con Rede Globo, brinda servicios de utilidad pública y acciones en áreas específicas (salud, educación, esparcimiento y cultura) para los habitantes de Río de Janeiro;[17]
- SESI en acción: versión reducida de «Acción global» que se centra principalmente en la prestación de servicios en comunidades desatendidas, en asociación con otras instituciones;[18]
- MBA en Gestión Empresarial: curso ofrecido por la Universidad Federal de Rio de Janeiro para los directores de escuelas públicas y de la red SESI / SENAI de Río de Janeiro;[19][20]
- Educación básica: incluye jardín de infantes, primaria y secundaria con curso técnico, además de educación profesional;
- Evaluación en acción: evalúa a los estudiantes que ingresan y egresan de la escuela SESI, indicando cómo ha evolucionado el estudiante a lo largo de la vida escolar;[21]
- Proyecto Transformar: alianza con los Ayuntamientos de Río de Janeiro para mejorar la calidad de vida de sus habitantes a través de la educación y capacitación de jóvenes de escasos recursos;[22]
- Educación continua: incluye clases en portugués (ortografía, lectura y gramática) y en matemáticas (números, operaciones y álgebra);
- Lengua de Signos Brasileña («Libras»): transmite el conocimiento inicial del idioma a través de la conversación en situaciones de comunicación básica;
- Pre Enem: estudios centrados en el Exame Nacional do Ensino Médio,[23] para facilitar el acceso de estudiantes de escasos recursos a la educación postsecundaria.[24]

## Unidades móviles
Las unidades móviles son remolques y furgonetas con estructura de oficina para llevar a empresas asistenciales a los empleados. Las unidades pueden ser dentales, de salud ocupacional y de rayos X.

## Historia
Hasta principios de la década de 1940, Brasil era una economía agrícola, rural y dependiente de la importación de productos manufacturados. Poco a poco se fue equipando el sector industrial, pero seguía siendo difícil satisfacer todas las necesidades del trabajador. En 1946, tras la Segunda Guerra Mundial, el sector privado ejerció su función social y creó el SESI. Era la industria que legitimaba el servicio social. En esa época, el Departamento Nacional formó la División Regional de Río de Janeiro, con lo cual dio lugar al «inicio de la industrialización brasileña y un nuevo ciclo de desarrollo que buscaba garantizar al país un lugar en el nuevo entorno internacional».
Durante la década de 1980, denominada «la década perdida» por los economistas, SESI Rio «incrementó en 328 % el número de sus servicios en las áreas de Alimentación, Entretenimiento, Salud, Educación, Servicio y Acciones Comunitarias, es decir, de 4,2 millones a 18 millones personas».
En la época contemporánea, SESI Rio ha tenido el propósito de fortalecer sus programas de calidad de vida de los ciudadanos del estado de Río de Janeiro.